# Leather Jackets
Leather Jackets é o vigésimo álbum de estúdio do cantor e compositor britânico Elton John, gravado em Sol Studios, na Inglaterra e estúdios Wisselord na Holanda, lançado em 1986.
Foi o seu primeiro álbum desde 1970 a não criar qualquer singles top quarenta nos Estados Unidos ou no Reino Unido a partir de Tumbleweed Connection. Elton colaborou com Cliff Richard em uma música chamada "Slow Rivers". É também o mais pobre hit-parade da carreira. Em 2006, Elton John declarou que este é o seu preferido de todos os seus discos, enquanto o letrista Bernie Taupin acredita que o álbum The Big Picture merece essa honra.
Cher colaborou com "A Dama Choc Ice" (Elton John) para escrever "Don't Trust That Woman".

## Faixas

### Lado 1
1. "Leather Jackets" – 4:10
2. "Hoop of Fire" – 4:14
3. "Don't Trust That Woman" (Cher/Lady Choc Ice) – 4:58
4. "Go it Alone" – 4:26
5. "Gypsy Heart" – 4:46

### Lado 2
1. "Slow Rivers" (Duet with Cliff Richard) – 3:06
2. "Heartache All Over the World" – 3:52
3. "Angeline" (John/Taupin/Carvell) – 3:24
4. "Memory of Love" (John/Gary Osborne) – 4:08
5. "Paris" – 3:58
6. "I Fall Apart" – 4:00